# Kreuzigungsfenster (Kyllburg)

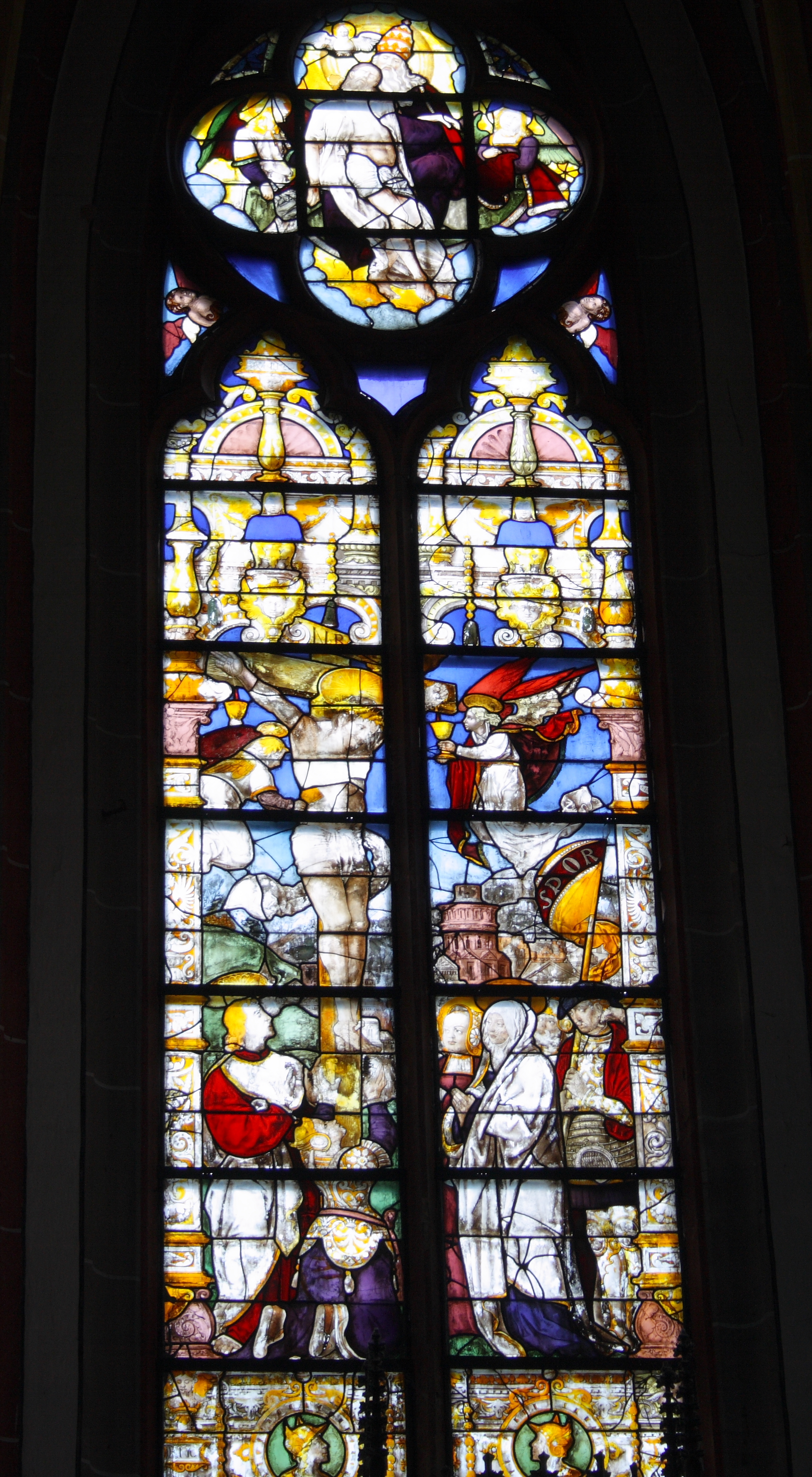
Kreuzigungsfenster in Kyllburg

Das Kreuzigungsfenster in der ehemaligen Stiftskirche und heutigen Pfarrkirche in Kyllburg, einer Stadt im Eifelkreis Bitburg-Prüm in Rheinland-Pfalz, wurde wie auch die anderen Bleiglasfenster im Chor 1533/34 von den Kyllburger Kanonikern Bernhardus und Jakob in Auftrag gegeben.
Im mittleren Chorfenster mit der Darstellung der Kreuzigung Christi kniet am Fuß des Kreuzes Maria Magdalena. Engel fangen mit Kelchen das Blut Christi auf. Im Vierpass sind das Lamm Gottes und darunter die Heilige Dreifaltigkeit im Typus des Gnadenstuhls dargestellt. An den Seiten sind manteltragende Engel zu sehen. 
Auf dem unteren rechten Feld kniet der Stifter Bernardus vor Maria, die mit dem Jesuskind das untere linke Feld einnimmt. Hinter Bernardus steht der Apostel Matthias.
Die Inschrift lautet: „DOMINUS BERNARDUS KILBURGENSIS DECANUS RURALIS ET [HUIUS] ECCLESIAE DOMINAE VIRGINIS MARIAE IN KILBURG ANNO 1533“.

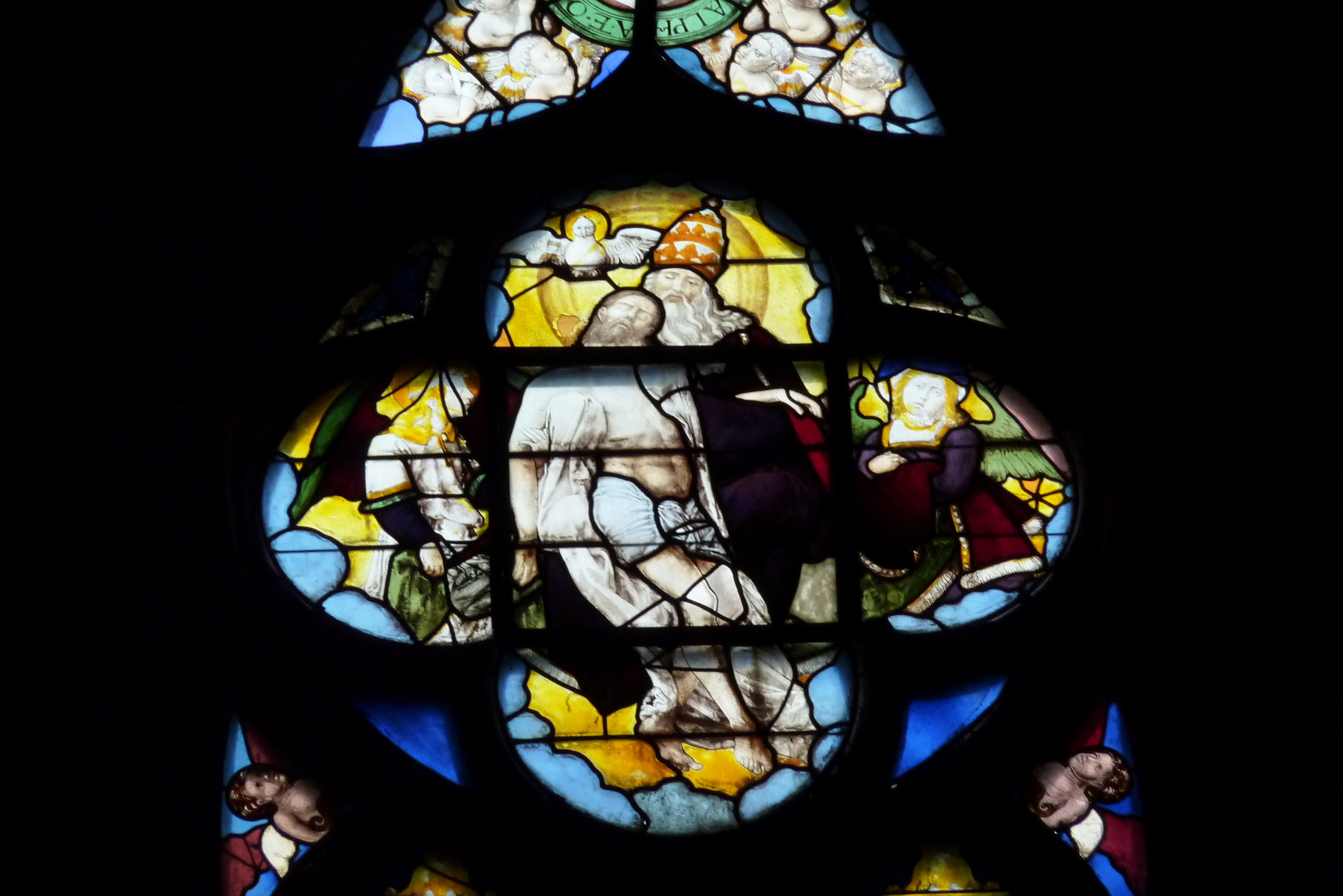
Heilige Dreifaltigkeit im Maßwerk
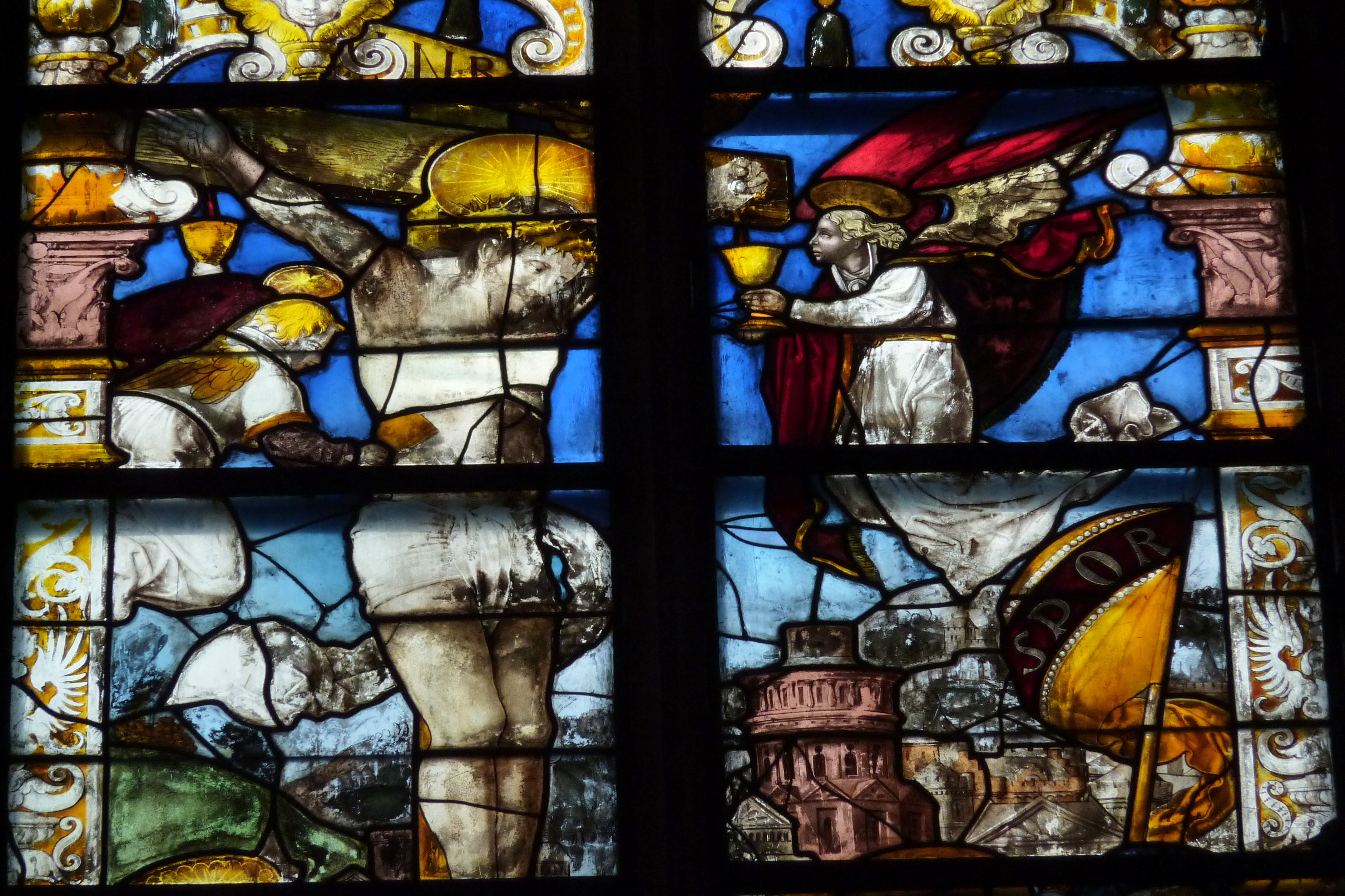
Kreuzigung Christi
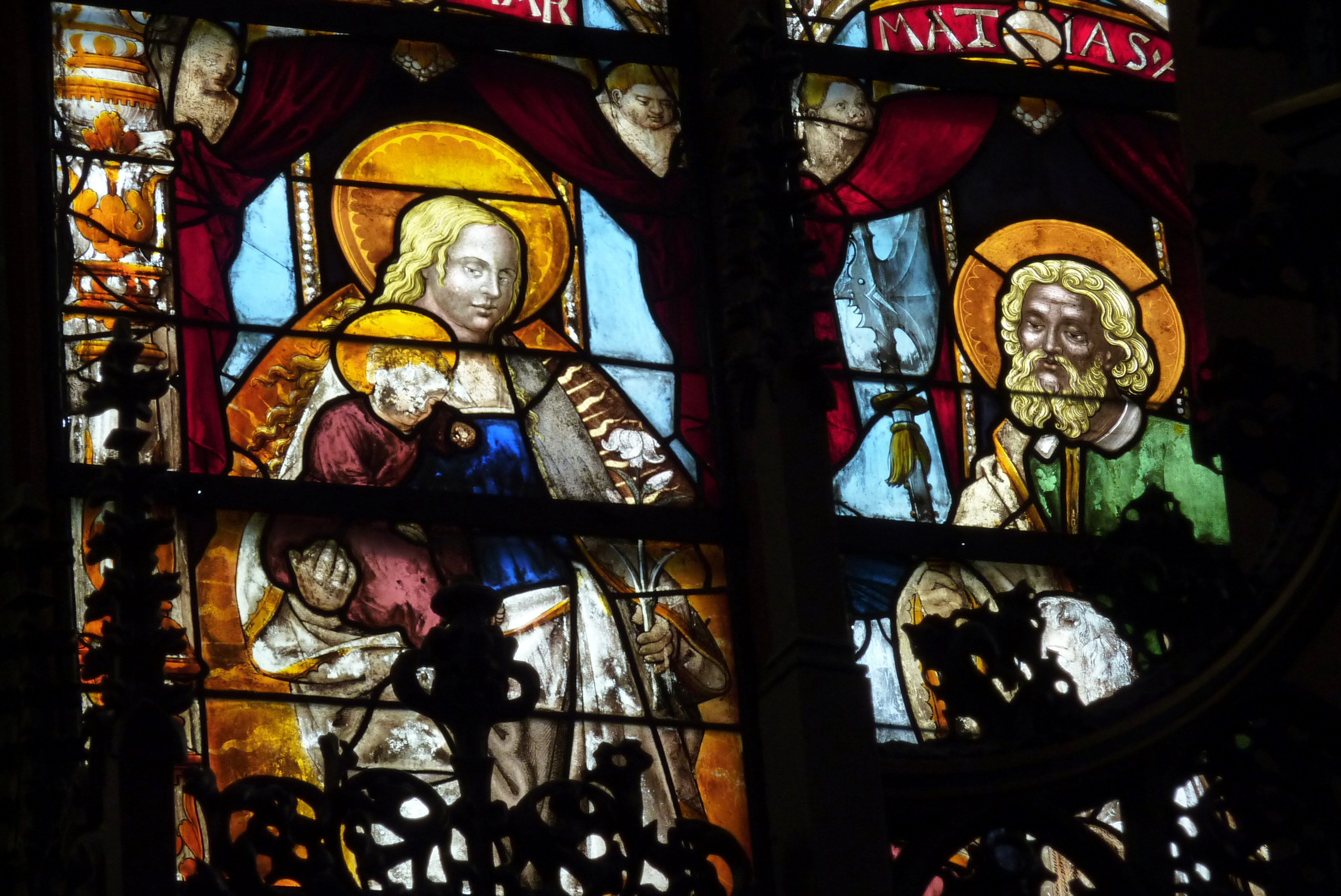
Maria und Apostel Matthias